# Драны
Драны (укр. Драни) — село в Зеньковском районе Полтавской области Украины. Входит в Батьковский сельский совет. Население составляет 11 человек (2019 год).

## Географическое положение
Драны примыкают к селу Батьки. Высота селения над уровнем моря — 195 метров.

## История
Согласно приказу Департамента культуры и туризма Полтавской ОГА от 2 мая 2018 года, поселение Скоробир І, находящееся на территории села Драны, было отнесено к объектам археологии.
Как хутор Драны обозначен на трехверстовке Полтавской области (военно-топографическая карта) 1869—1891. На 1910 год хутор Драны относился к Заиченской волости Полтавской губернии. По состоянию на 1973 года село входило в состав Батьковского сельского совета (центр — село Батьки) Зеньковского района Полтавской области.
В селе находится братская могила, погибших в годы Великой Отечественной войны, где в частности похоронен Герой Советского Союза Михаил Владимирович Шишкин.
С 23 декабря 2018 года входит в состав Опишнянской общины Полтавского района.

## Население
В 2001 году по переписи населения в Дранах проживало 16 человек. На 2019 год в селе числилось 11 человек.